# Landsoldaten
Landsoldaten (egentligt Den tapre Landsoldat) er et monument få meter indenfor Prinsens Port i Fredericia. Den består af en støbt 3,75 m høj bronzestatue på et 2,5 m højt granitfodstykke, flankeret af 6 stk. 168 pd. morterer også i bronze. 2 af dem er krigsbytte fra 1849. På støtten er indskrevet datoen for Slaget ved Fredericia, 6. juli 1849.
Monumentet blev rejst til minde om landsoldaterne i 1. slesvigske krig. Den er skabt af Herman Wilhelm Bissen og rejst i 1858. Landsoldaten var verdens første monument for den menige soldat.